# Fritz Wetterhoff

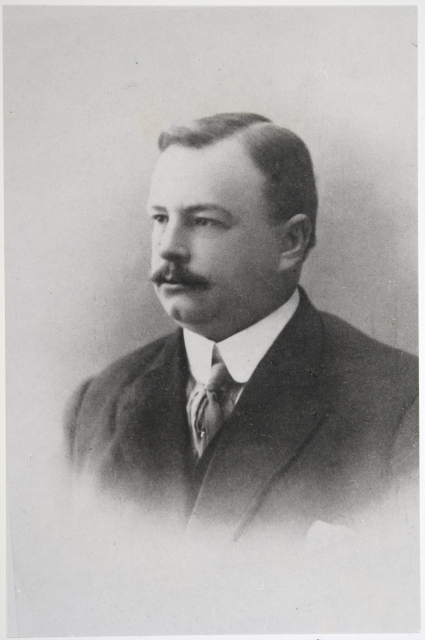
Fritz Wetterhoff

Adolf Fredrik (Fritz) Wetterhoff, född 11 juli 1878 i Helsingfors, död 2 december 1922, var en finländsk aktivist och en av jägarrörelsens bakgrundsfigurer. Han var son till Onni Wetterhoff.
Wetterhoff, som var av tysk familj, och som tillbringat en bra tid i Tyskland fick Berlin 1914 intresserad av Finlands frigörelse från Ryssland. Han verkade även i en central roll vid 27. jägarbataljonens tillblivelse. År 1916 anklagades han för konspiration mot kommendören av bataljonen. Fastän inga bevis framlades, tvingades han som menig ut till västfronten, där han kämpade fram till slutet av första världskriget. 
Han var senare verksam inom Finlands ambassad i Berlin och som generalkonsul i Hamburg. 